# Zhouning

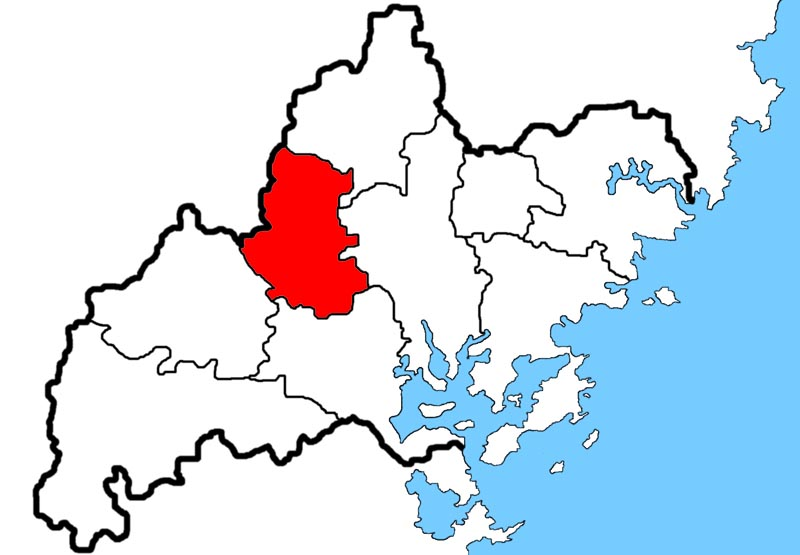
Kreis Zhouning

Zhouning (chinesisch 周宁县, Pinyin Zhōuníng Xiàn) ist ein Kreis der bezirksfreien Stadt Ningde in der chinesischen Provinz Fujian. In Zhouning liegen die weltberühmten Jiulongji-Wasserfälle. Der Kreis hat eine Fläche von 1.036 Quadratkilometern und zählt 149.567 Einwohner (Stand: 2020). Sein Hauptort ist die Großgemeinde Shicheng (狮城镇).